# Der Retter (2009)
Der Retter ist ein französisches Filmdrama von Xavier Giannoli aus dem Jahr 2009. Es beruht auf einer wahren Begebenheit.

## Handlung
Ex-Häftling Paul ist ein professioneller Betrüger und Hochstapler, der sich als Mitarbeiter eines Bauunternehmens ausgibt und so Technik von Zulieferfirmen erhält, die er an den Hehler Abel verkauft. Auch aus Hotels stiehlt er Fernseher und andere Dinge, die er verkauft. Seine Route durch Frankreich markiert er auf einer Landkarte. Eines Tages erreicht er eine Kleinstadt. Unweit liegt eine Autobahnbaustelle, die jedoch seit zwei Jahren stillgelegt ist. Der Autobahnbau musste gestoppt werden, weil auf dem Gelände die seltene Käferart Eremit lebt. Im Ort tritt Paul von nun an unter dem Namen Philippe Miller auf und gibt sich als Mitarbeiter der Firma CGI aus, die damals den Autobahnbau begonnen hatte. Obwohl im Ort nichts zu holen ist, quartiert sich Philippe für die Nacht in einem kleinen Hotel ein. Am nächsten Tag wollen ihn zwei Männer sprechen. Sie sind Inhaber eines Baugeräteverleihs und glauben, dass Philippe vor Ort ist, um den Weiterbau der Autobahn vorzubereiten. Sie sind an einer Zusammenarbeit mit der CGI interessiert und bieten Philippe einen Preisnachlass von 15 Prozent, wenn er ihnen den Auftrag beim Weiterbau erteilt. Den Nachlass würde er in bar erhalten. Auf einem Fest kurz darauf lernt Philippe zudem die Bürgermeisterin des Ortes, Stéphane, kennen, die sein Interesse weckt.
Philippe entscheidet sich, als Inhaber einer Tochterfirma der CGI, der fiktiven GMT R, aufzutreten, die Vorüberprüfungen im Rahmen des Weiterbaus durchführen soll. Er schließt Verträge mit verschiedenen Firmen vor Ort, die mit dem Weiterbau der Autobahn beauftragt werden. Dabei kassiert er stets hohe Rabatte in bar. Die Stadt hilft bei der Einrichtung eines Arbeitsgeländes und organisiert den Baubeginn großteils eigenständig. Der vom Geschehen überraschte und überforderte Phillipe muss kaum eigene Entscheidungen treffen, da viele Vorgänge bereits vom Baubeginn vor zwei Jahren übernommen werden können. Fachlich orientiert er sich an den Vorschlägen des eingestellten Vorarbeiters. Die Bauarbeiten beginnen; da vertraglich festgelegt ist, dass die Zulieferfirmen erst in drei Monaten bezahlt werden, schöpft zunächst niemand Verdacht.
Philippe kommt Stéphane näher, die seit fünf Jahren verwitwet ist, und beide schlafen miteinander. Der introvertierte, lange Zeit allein lebende Philippe blüht auf und beginnt sich für das Projekt Autobahnbau zu begeistern. War er anfangs nur darauf aus, die Bewohner der Stadt um ihr Geld zu bringen, will er nun unbedingt den begonnenen Autobahnabschnitt beenden, bevor die Zahlungsfrist für die Zulieferfirmen abläuft. Als erste vorfristige Zahlungen notwendig werden, gelingt es ihm, von der örtlichen Filiale der Banque populaire einen Kredit zu erhalten. Er macht sich zudem rar, vertröstet Kunden auf fixe Termine oder arbeitet eingeforderte Firmennachweise falsch zu, um Zeit zu schinden. Dennoch werden die Einwohner und auch die Bankangestellten mit der Zeit misstrauisch. Philippe erhält einen anonymen Brief mit Andeutungen, dass er nicht der sei, für den er sich ausgebe. Eines Tages taucht Abel im Ort auf und beginnt, Philippe zu erpressen.
Da die Bank sämtliche Geldauszahlungen gestoppt hat, Philippe jedoch nur noch wenige Tage braucht, um den Bauabschnitt fertigstellen zu lassen, zahlt er anfallende Rechnungen mit dem Geld, das er von den Zulieferfirmen für die Auftragsvergabe erhalten hat. Das Netz um ihn zieht sich immer mehr zu. Eine misstrauische Bankangestellte wendet sich direkt an die CGI und erfährt, dass man dort nichts von einer Firma namens GMT R weiß. Vor Stéphane, die ihn auf die Betrugsgerüchte anspricht, gibt Philippe zu, dass die Baustelle auf Lügen gebaut ist. Er habe den Betrug begangen, weil es möglich war. Um den Bauabschnitt fertigzustellen, fehlt Philippe schließlich nur noch ein Tag. Er begibt sich zu CGI. Den dort Verantwortlichen erklärt er alles, zeigt Baupläne und weitere Dokumente, und bittet den Konzern, die Arbeit fortzuführen und seine „Mannschaft“ zu retten. Er sei bereit, für seine Fehler zu büßen, doch könne niemand in der Stadt etwas für sein falsches Handeln. Die CGI erstattet Strafanzeige. Philippe erwartet die Polizei auf der Baustelle.
Der Nachspann macht deutlich, dass Philippe nie gefasst werden konnte. Die bis zu seinem Verschwinden ausgeführten Bauarbeiten waren sachgerecht durchgeführt worden. Die Käfer wurden umgesiedelt und das Bauprojekt durch die CGI übernommen und fertiggestellt. Nur eine einzige Firma stellte im gesamten Bauverlauf Strafanzeige gegen Philippe.

## Produktion

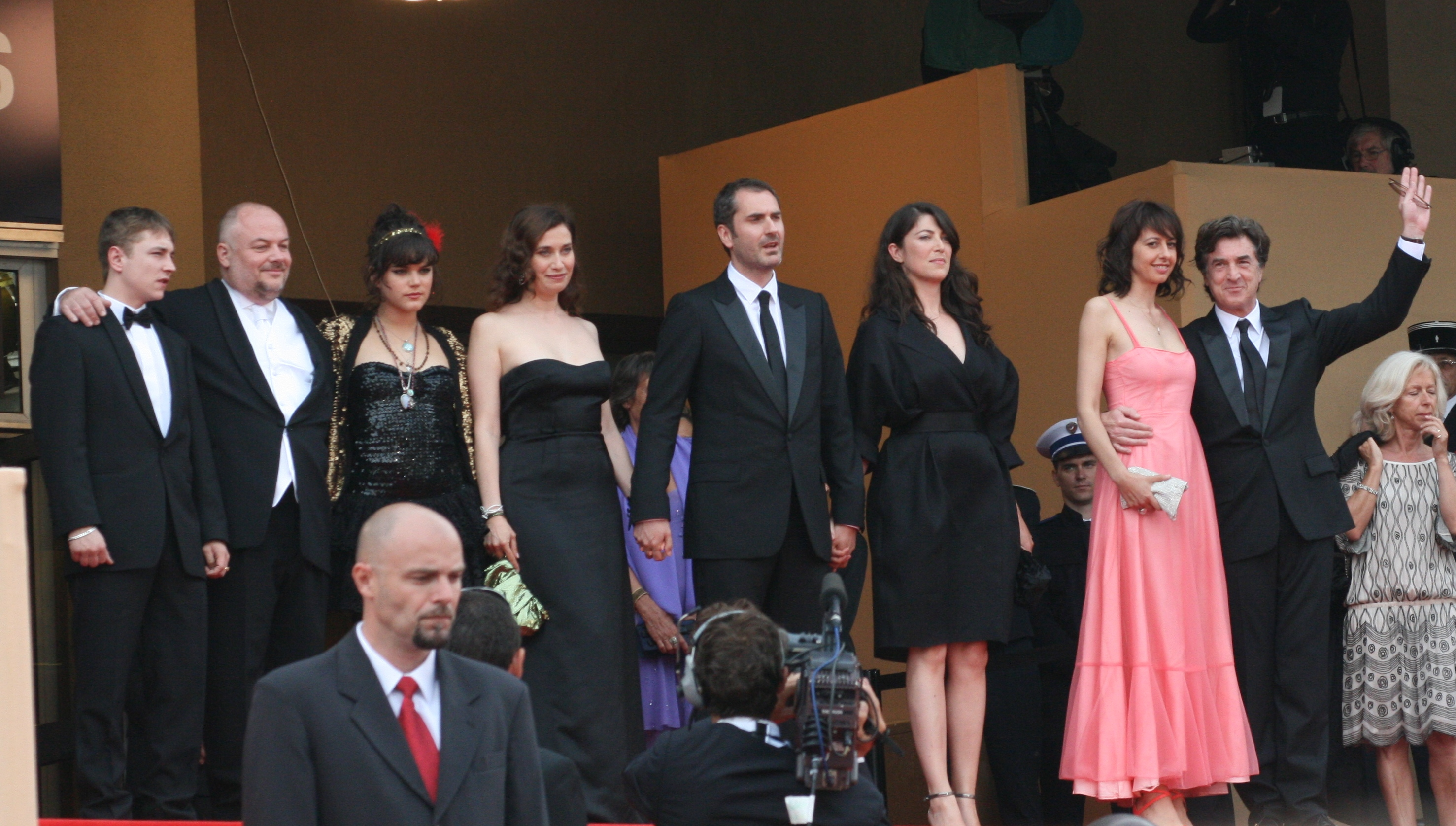
Darsteller und Regisseur von Der Retter in Cannes 2009

Der Retter beruht auf der wahren Geschichte des Philippe Berre, der im Februar 1997 unter dem Namen Roger Martin in der französischen Kleinstadt Saint-Marceau im Département Sarthe den Weiterbau der Autoroute A28 initiierte. Die Bauarbeiten waren zuvor durch Umweltschützer eingestellt worden, weil sich auf dem Gelände eine geschützte Käferpopulation befand.
Im Gegensatz zum Film wurde Berre verhaftet und zu einer Gefängnisstrafe verurteilt. Auch durfte die gebaute Autobahnstrecke nicht weitergenutzt werden, da sie illegal errichtet wurde, und musste abgerissen werden. Regisseur Xavier Giannoli suchte Berre im Gefängnis auf; dieser war an einer Verfilmung seiner Geschichte interessiert, stellte jedoch zur Bedingung, dass dargestellt werde, dass er seine Arbeit gut getan habe.
Die Dreharbeiten fanden vom 3. Dezember 2007 bis 14. März 2008 in Cambrai und Umgebung statt. Der Arbeitstitel des Films lautete Je suis parti de rien. Die Kostüme schuf Nathalie Benros, die Filmbauten stammen von François-Renaud Labarthe. Der Untersuchungsrichter des wahren Falls, Laurent Leguevaque, übernahm im Film einen Gastauftritt als Untersuchungsrichter.
Der Retter erlebte am 21. Mai 2009 im Rahmen der Internationalen Filmfestspiele von Cannes seine Premiere und lief am 11. November 2009 auch in den französischen Kinos an, wo er von rund 367.000 Zuschauern gesehen wurde. In Deutschland war der Film am 24. September 2014 erstmals auf dem Fernsehsender arte zu sehen.

## Synchronisation
| Rolle                  | Darsteller          | Synchronsprecher  |
| ---------------------- | ------------------- | ----------------- |
| Philippe Miller / Paul | François Cluzet     | Oliver Siebeck    |
| Abel                   | Gérard Depardieu    | Manfred Lehmann   |
| Monika                 | SoKo                | Maximiliane Häcke |
| Louis                  | Brice Fournier      | Michael Iwannek   |
| Pascal                 | Franck Andrieux     | Gerrit Hamann     |
| Barracher              | Eric Herson-Macarel | Peter Flechtner   |

## Auszeichnungen (Auswahl)
Auf den Internationalen Filmfestspielen von Cannes lief der Film 2009 im Wettbewerb um die Goldene Palme. Der Retter war 2010 für elf Césars nominiert und konnte dabei den Preis in der Kategorie Beste Nebendarstellerin (Emmanuelle Devos) gewinnen. Nominierungen erhielt der Film in den Kategorien Bester Film (Edouard Weil, Pierre-Ange Le Pogam, Xavier Giannoli), Bester Hauptdarsteller (François Cluzet), Beste Nachwuchsdarstellerin (SoKo), Beste Regie (Xavier Giannoli), Bestes Originaldrehbuch (Xavier Giannoli), Beste Kamera (Glynn Speeckaert), Bester Schnitt (Célia Lafitedupont), Bestes Szenenbild (François-Renaud Labarthe), Beste Filmmusik (Cliff Martinez) und Bester Ton (François Musy, Gabriel Hafner).
Glynn Speeckaert gewann 2010 den Kamerapreis der Prix Lumières. Auf den Globes de Cristal 2010 waren Xavier Giannoli in der Kategorie Bester Film und François Cluzet in der Kategorie Bester Schauspieler für einen Globe de Cristal nominiert. François Cluzet gewann 2010 einen Étoile d’Or als Bester Hauptdarsteller.